# Krishna Kolhi
Krishna Kumari Kohli (1 de febrero de 1979), en sindhi: ڪرشنا ڪماري ڪوھلي‎  ڪرشنا ڪماري , en urdu: کرشنا کماری کوہلی‎  , también conocida con el sobrenombre de Kishoo Bai, es una política paquistaní que en 2018 se convirtió en senadora de Pakistán, siendo la segunda mujer hindú en ocupar este cargo. Es conocida por sus campañas a favor de los derechos de las mujeres y en contra el trabajo en condiciones de servidumbre; en 2018 fue nombrada una de las 100 mujeres más influyentes por la BBC.

## Trayectoria
Kolhi nació el 1 de febrero de 1979 en una familia Koli pobre procedente de un pueblo de Nagarparkar. Cuando era niña y estudiante de tercer grado, ella y su familia estuvieron cautivos durante tres años como trabajadores en condiciones de servidumbre en una cárcel privada supuestamente de un propietario en el distrito de Umerkot. Fueron liberados después de una redada policial en las tierras de su empleador. Recibió su educación primero en el distrito de Umerkot y luego en el distrito de Mirpurkhas.
Se casó en 1994 a los 16 años mientras estudiaba noveno grado. Continuó su educación después de contraer matrimonio y en 2013 obtuvo una maestría en Sociología de la Universidad de Sindh.
En 2007, asistió al tercer Campamento de Capacitación de Liderazgo Juvenil de Derechos Humanos de Mehergarh en Islamabad, en el que estudió el gobierno de Pakistán, la migración internacional, la planificación estratégica y aprendió sobre las herramientas que podrían usarse para crear un cambio social.
Kolhi se unió al Partido del Pueblo Pakistaní (PPP) como activista social para hacer campaña por los derechos de las comunidades marginadas en la región de Thar. También hace campaña por los derechos de las mujeres, contra el trabajo en condiciones de servidumbre y contra el acoso sexual en el lugar de trabajo. En 2018, fue elegida miembro del Senado de Pakistán como candidata del PPP en un escaño reservado para mujeres de Sind. Prestó juramento como senadora el 12 de marzo de 2018. Fue la segunda mujer hindú elegida para el Senado después de Ratna Bhagwandas Chawla.
Tras el ataque al templo de Karak en 2020, presentó al Senado de Pakistán un nuevo proyecto de ley para evitar ataques similares a lugares de culto de minorías. Pero fue rechazado por el Comité Permanente del Senado encabezado por el senador del Jamiat Ulema-e-Islam (F) (JUI-F), Abdul Ghafoor Haideri. Krishna Kumari Kolhi abandonó el Senado durante la reunión como forma de protesta.

## Reconocimientos
En 2018, la BBC la nombró una de las 100 mujeres más influyentes.